# Гур'єсо
Гур'єсо (ісп. Guriezo) — муніципалітет в Іспанії, у складі автономної спільноти Кантабрія. Населення — 2303 осіб (2009).
Муніципалітет розташований на відстані близько 330 км на північ від Мадрида, 41 км на схід від Сантандера.
На території муніципалітету розташовані такі населені пункти: Адіно, Агуера, Ангостіна, Бальбасьєнта, Кабанья-ла-Сьєрра, Карасон, Ла-Корра, Франкос, Ландераль, Лендагуа, Льягуно, Ель-Льяно, Лугарехос, Ла-Магдалена, Носіна, Помар, Ель-Пуенте (адміністративний центр), Ранеро, Ревілья, Ріосеко, Санта-Крус, Торк'єндо, Требуесто, Тресагуа.

## Демографія
Динаміка населення (INE ):

## Галерея зображень

Розташування муніципалітету
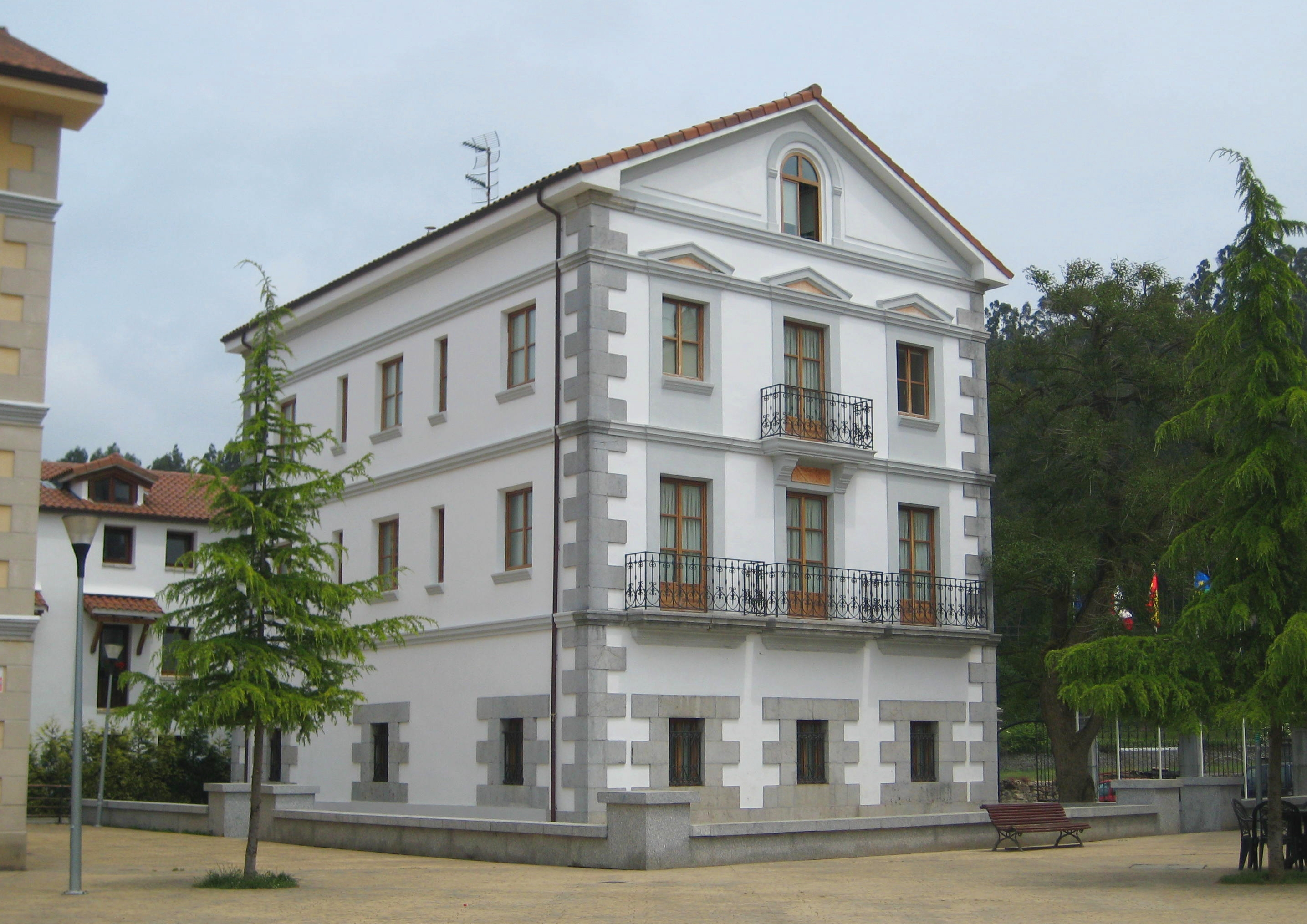
Новий будинок муніципальної ради